# Архозавроморфи
Архозавроморфи (на латински: Archosauromorpha) е група от диапсидни влечуги, включваща всички влечуги, по-тясно свързани с архозаврите (като крокодили и динозаври, включително птици), отколкото с Pantestudines (като водни костенурки и сухоземни костенурки). Архозавроморфите се появяват за първи път през късния среден перм или късния перм, въпреки че стават много по-разпространени и разнообразни през триаса.

## История и наименования
Терминът Archosauromorpha е използван за първи път от Фридрих фон Хюне през 1946 г. за обозначаване на влечуги, по-тясно свързани с архозаврите, отколкото с лепидозаврите.
Въпреки че архозавроморфите получават името си за първи път през 1946 г., основните групи в него не са добре установени до 1980 г. Понастоящем архозавроморфите обхващат четири основни групи влечуги: набитите тревопасни алокотозаври и ринхозаври, изключително разнообразните Archosauriformes и полифилетична група от различни влечуги с дълги вратове, включително Protorosaurus, Tanystropheidae и Prolacerta. Някои автори включват към архозавроморфите и други групи, включително костенурки и техните изчезнали роднини, както и полуводните хористодери.

## Членове
Архозавроморфите са една от най-разнообразните групи влечуги, но нейните членове могат да бъдат обединени от няколко общи характеристики на скелета. Те включват ламини на прешлените, постеродорзален израстък на премаксилата, липса на нотохордални канали и загуба на ентепикондиларния отвор на раменната кост.
От основополагащите проучвания през 80-те години на ХХ век консистентно се приема, че архозавроморфите  включват четири специфични групи влечуги, въпреки че дефинициите и валидността на самите групи са поставени под въпрос.